# Restwert
Der Restwert ist im Rechnungswesen der Wert eines Vermögensgegenstands nach Ablauf der Nutzungsdauer.

## Allgemeines
Der Restwert eines Vermögenswerts spielt beim Ausscheiden (bilanzrechtlich als „Abgang“ bezeichnet) aus dem Unternehmen eine Rolle. Beim Ausscheiden (etwa durch Verschrottung, Verkauf oder Schenkung) kann der Vermögensgegenstand entweder vollständig abgeschrieben sein (Buchwert = Null) oder noch einen Restwert aufweisen (Buchwert > Null). Für Erich Gutenberg entspricht der Restwert in der Regel dem Schrottwert.

## Bilanzierung
Die durch das Ausscheiden eines Vermögenswerts erzielten Erlöse können höher oder niedriger als der Buchwert ausfallen. Bei höheren Erlösen entsteht ein außerordentlicher Ertrag, bei niedrigeren ein außerordentlicher Aufwand, die in der Gewinn- und Verlustrechnung zu berücksichtigen sind. In der Bilanz sind die aktivierten Vermögensgegenstände als Abgang mit negativem Vorzeichen auf der Aktivseite zu berücksichtigen, indem ihr Buchwert (Restwert) vom Anlage- und Umlaufvermögen abgezogen wird.
Nach IAS 38.8 ist der Restwert derjenige Wert, den ein Unternehmen bei Veräußerung des Vermögenswertes nach Abzug der Veräußerungskosten erzielen würde, wenn er alters- und zustandsmäßig bereits am Ende seiner Nutzungsdauer angelangt wäre. In IAS 38.100 ist vorgeschrieben, dass der Restwert eines immateriellen Vermögenswerts mit begrenzter Nutzungsdauer mit Null anzusetzen ist, es sei denn, dass eine dritte Partei diesen am Ende seiner Nutzungsdauer erwerben soll oder ein aktiver Markt für diesen Vermögenswert besteht.

## Restwertleasing
Beim Restwertleasing (Teilamortisationsleasing; ist die häufigste Variante beim Kfz-Leasing) verbleibt nach Vertragsende ein kalkulierter Restwert, der dem zukünftigen Verkehrswert des Leasingobjekts entspricht. Der Leasingnehmer bezahlt hierbei einen Teil der Anschaffungskosten des Leasingobjektes und dessen Finanzierungskosten. Nach Vertragsende bleibt ein kalkulierter Restwert übrig. Sowohl bei Vollamortisations- als auch bei Teilamortisationsverträgen besteht die Möglichkeit, die Gesamtfinanzierungskosten des Leasinggebers durch Zahlung eines Eigenfinanzierungsanteils des Leasingnehmers zu reduzieren.
Der im Bankwesen übliche Ballonkredit ist mit dem Restwertleasing vergleichbar, weil dessen Restschuld (letzte Tilgungsrate) dem kalkulierten Verkehrswert entspricht.

## Autoversicherung
Der Wert eines Fahrzeugs, das bei einem Verkehrsunfall einen Schaden erlitten hat, wird ebenfalls als Restwert bezeichnet. Er ist vor allem für die Schadensfeststellung relevant, wenn ein Totalschaden vorliegt, also das beschädigte Fahrzeug technisch oder wirtschaftlich nicht mehr reparaturfähig ist. In der Autoversicherung ist der Restwert der Veräußerungswert eines beschädigten oder zerstörten Fahrzeugs, der noch am Markt erzielt werden kann. Bei der Autoversicherung kann nur Ersatz des Wiederbeschaffungswerts abzüglich des Restwerts verlangt werden. Dem Bundesgerichtshof (BGH) zufolge bleibt im Regelfall Maßstab der Restwertermittlung durch den Sachverständigen der regionale Markt. Verkauft der Geschädigte zum vom Gutachter ermittelten Preis, ist dies nicht zu beanstanden. Da es sowohl gewerbliche Wrackverwerter als auch private, teilweise in der so genannten Wrackbörse organisierte Anbieter gibt, schwanken die erzielbaren Wrackerlöse je nach Interessenlage der Käufer erheblich. Die Schätzung von Wrackwerten ist daher schwierig.